# Vygantas Zubavičius
Vygantas Zubavičius (sinh ngày 14 tháng 11 năm 1984) là một cựu cầu thủ bóng đá người Litva.

## Sự nghiệp
Anh đã có một thời gian thử việc với câu lạc bộ Heart of Midlothian F.C. ở Scotland, nhưng không giành được hợp đồng.